# 探險活寶 (試播集)
〈探險活寶〉（英語：Adventure Time）是美国动画师、编剧潘得顿·沃德创作的一部动画短片，同时也是卡通频道同名动画影集的试播集。故事主角是一个人类男孩潘（扎克·沙达配音）和一只能够自由变形的魔法狗杰克（約翰·迪·馬吉歐配音），剧情讲述的是两人从冰霸王（約翰·卡西爾配音）手中解救出被他绑架的泡泡糖公主（佩琪·摩斯配音）。
〈探險活寶〉于2006年完成制作，2007年1月11日在尼克卡通频道作为独立短片首播。播出后在网络上爆红，一年之内即获得300万次点击。之后尼克卡通频道的《随机卡通》节目于2008年12月7日再次播出。这部作品在动画界奖项第34届安妮奖中获得“最佳动画短片”提名，但未能获奖。短片播出后，制片方弗雷德瑞特工作室希望与尼克卡通频道合作将其制作成动画剧集，遭到拒绝后转投卡通频道。2008年，卡通频道正式接手，在这一试播集的基础上制作动画剧集《探險活寶》。

## 故事情节
短片的两位主角是12岁的人类男孩潘和能够自由伸缩变形的魔法狗杰克。两人在玩耍时遇到彩虹独角兽，得知冰霸王绑架了泡泡糖公主，要强迫她与自己结婚。潘和杰克于是宣称这是“探险时间”，立即出发前往寒冰王洞窟去解救公主。到达洞窟后，潘与寒冰王展开对决，而杰克则置身事外，只顾与彩虹独角兽调情。在打斗中，寒冰王用“冰冻闪电”击中了潘，潘的身体被困在冰块中，精神则穿越时空到达过去的火星。潘在火星遇到亚伯拉罕·林肯，林肯鼓励他要相信自己。潘因此获得动力，穿越回来击碎冰块挣脱束缚，却看到寒冰王正要带走公主。杰克利用伸长的四肢追上寒冰王，潘趁机夺回公主。杰克随后打落了寒冰王的王冠，破坏了他的魔法能力。寒冰王因此从空中摔落，声称会回来复仇。故事的结局中，泡泡糖公主为了感谢潘，亲吻了他的额头。潘既激动又难为情，于是拖杰克一起离开。杰克认为探险已经完成，于是打算休息。正在此时，两人看到一群忍者抢走一位老人的钻石，于是告别了公主和彩虹独角兽去追赶他们。

## 登场角色
- 潘（扎克·沙达（英语：Zack Shada）配音） – 短片两位主角之一。主创潘得顿·沃德称这一角色是一个经常和杰克一起“四处玩耍”的“小男孩”。[2]他的名字来源于潘得顿·沃德自己的姓名，但沃德在正式制作的剧集中将其名字改为“阿寶”（Finn），称“不想看到自己的名字印在裤子屁股上”。[3]试播集中，这一角色由扎克·沙达配音，但正式剧集中改为由他的弟弟杰里米·沙达担任。[4][5][6]
- 杰克（約翰·迪·馬吉歐配音） – 短片两位主角之一，是一只能自由伸缩变形的魔法狗。沃德称杰克是潘的“伙伴”。[2]试播集和正式剧集中，这一角色均由迪馬吉歐配音。[6]
- 泡泡糖公主（Princess Bubblegum，佩琪·摩斯（英语：Paige Moss）配音） – 泡泡糖公主在短片中是一位落难女子的形象。佩琪·摩斯（英语：Paige Moss）在试播集中为这一角色配音，正式剧集中则是海登·沃尔什（英语：Hynden Walch）担任。[6][7]她在正式剧集中的设定也不再仅仅是等待英雄的少女，而是成为智慧而强硬的一国之君。[8]
- 彩虹独角兽（Rainicorn，迪·布拉德利·貝克爾（英语：Dee Bradley Baker）配音） – 泡泡糖公主的好友和护卫。试播集中的这一角色由迪·布拉雷·貝克爾（英语：Dee Bradley Baker）配音，[9]正式剧集中更名为“彩虹独角兽小姐”（Lady Rainicorn），由韩裔故事板画师妮基·杨以韩语配音。[6][10]
- 冰霸王（Ice King，約翰·卡西爾（英语：John Kassir）配音） – 短片中的主要反派。沃德称这一角色是“邪恶的疯子”。[2]短片中的寒冰王由約翰·卡西爾（英语：John Kassir）配音，但正式剧集中改为由汤姆·肯尼完成。[6][11]
- 亚伯拉罕·林肯（Abraham Lincoln，潘得顿·沃德配音） – 这一角色以现实世界中的林肯为原型创造，由沃德本人配音。[12]林肯在之後正式剧集的第四季再次登场，身份是火星之王。他在剧中牺牲自己救赎他人，被视作整部动画中的“耶稣”。[13]

## 制作

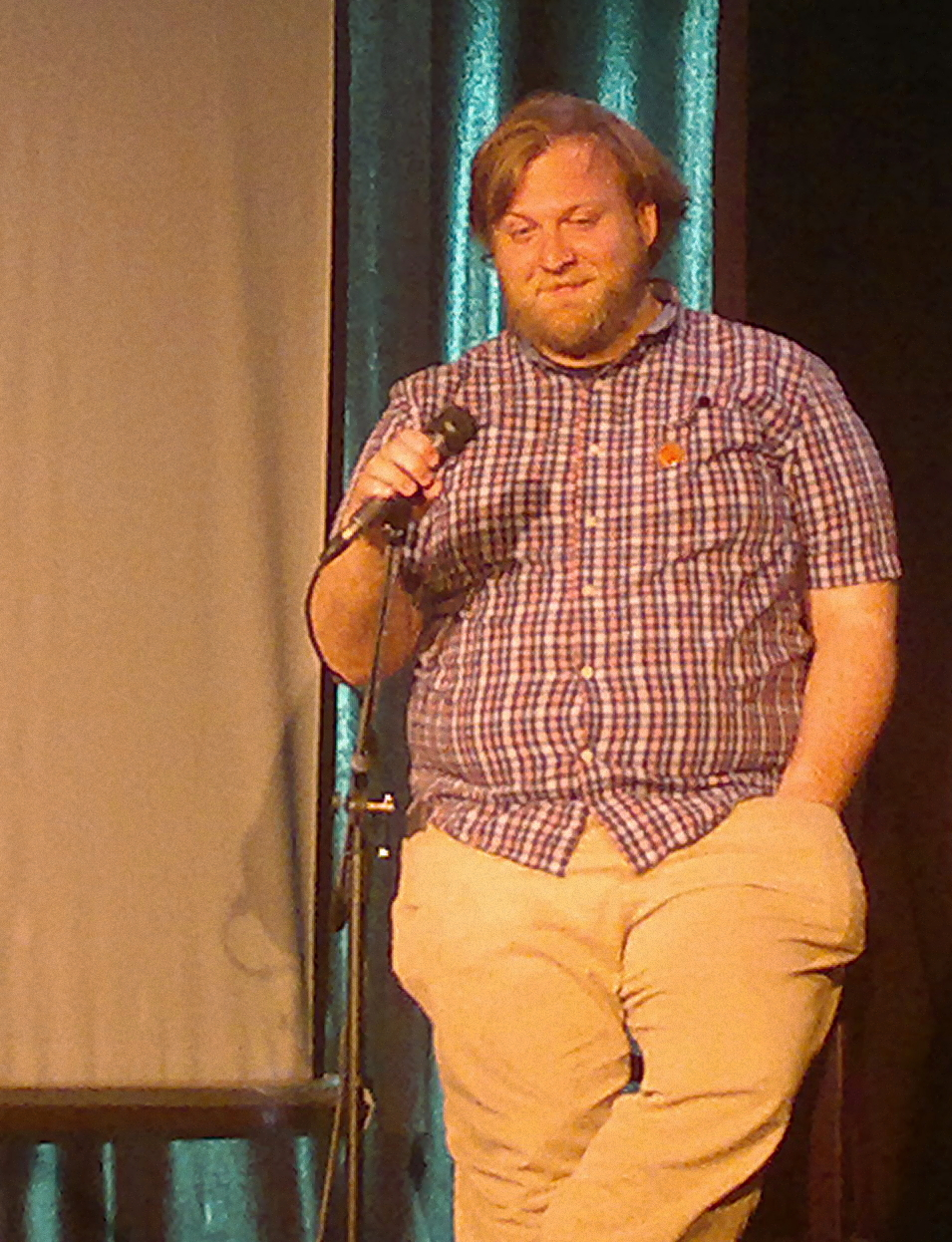
短片主创潘得顿·沃德

短片由潘得顿·沃德主创。沃德此前曾就读于加州藝術學院，他称这一段经历影响了自己创作〈探險活寶〉的风格。角色扮演游戏龙与地下城也是其灵感来源之一。在沃德就读期间，尼克儿童频道曾到加州艺术学院邀请学生用一分钟介绍自己的创意。他在展示中介绍了自己对〈探險活寶〉的最初构思，但未获得频道主管的认可。他毕业后，在这一构思的基础上逐渐完善，构想出一个男孩和一只狗在魔法世界拯救公主的故事。
弗雷德瑞特工作室开发部门副主管埃里克·霍曼（Eric Homan）看过沃德在艺术学院期间创作的作品《制作人秀》（The Producer's Show）之后主动联系沃德，邀请他为工作室提供新的创意。这是沃德自加州艺术学院毕业进入动画界的第一个工作。霍曼请沃德创作一部短片推销给尼克卡通频道节目《随机卡通》。这一节目由弗雷德瑞特工作室与尼克儿童联合制作，播出动画制作人的原创短片，部分短片有机会制作成正式的动画剧集。沃德花费一至两周的时间基本完成了《探險活寶》的故事板。他称创作时无法预知这部作品未来是否会成功，因此整个过程尤其“激动人心”。他坦承自己在构思时并未考虑其商业价值，能够成功“纯属运气”。
沃德完成故事板后，向工作室介绍作品时带着吉他自弹自唱了短片主题曲。工作室執行長弗雷德·塞伯特坦言这一举动颇有新意，在展示中也开怀大笑，但他认为作品太像“学生作品”、“艺术片”，缺乏商业潜力，因此不愿制作这部短片。开发总监霍曼和制作总监凯文·科尔德（Kevin Kolde）则与他意见相左，认为塞伯特的笑声已经足够有说服力，最终劝说他同意投入制作。
沃德雇用了刚毕业于加州艺术学院的几位朋友一同参与制作，其中尼尔·格拉夫（Neil Graf）负责上色，朱利安·纳里诺（Julian Narino）负责设计背景，亞當·穆托负责绘制道具。格拉夫在此之后加入动画《一家之主》（King of the Hill）的制作，纳里诺转投莱卡公司，穆托则留在《探險活寶》团队，成为正式剧集的執行製作人和编剧。短片于2006年制作完成，最终成品时长6分钟。

## 播出、反响和后续
〈探險活寶〉于2007年1月11日在尼克卡通频道作为独立短片播出，随后被上传至YouTube并迅速爆红，一年内即获得300万次播放量。2008年12月7日，短片在尼克卡通频道《随机卡通》中重播。短片在美国动画界奖项第34届安妮奖中收获“最佳动画短片”的提名，但未能获奖。
试播集播出后获得成功，弗雷德瑞特工作室先后两次向尼克卡通频道推销这部作品，希望能合作制作成剧集在该频道播出，但两次都遭到拒绝。工作室于是转而联系卡通频道。卡通频道看过短片后乐意接手，但希望沃德能证明这部作品不仅仅是“昙花一现”，要求他以相同的风格继续推出新作。沃德重新梳理了短片的理念，希望能“完整展示”整个世界观，而不仅仅是最初表现出的“学前儿童风格”。在好友帕特里克·麥克海爾和亞當·穆托的帮助下，沃德创作了一集故事板，内容是阿寶和泡泡糖公主约会共进意大利面。但卡通频道对这一集并不满意，要求他重新创作，希望重现试播集中的“特殊之处”，例如主角的开场舞、“亚伯拉罕·林肯登场瞬间”、公主和英雄之间尴尬一吻等标志性场景。沃德于是创作出〈英雄寶典〉一集的故事板，尽量还原了最初短片中的元素，获得频道的认可。2008年9月，卡通频道同意开始制作《探險活寶》的第一季。

## 延伸阅读
- McDonnell, Chris. . Harry N. Abrams. 2014. ISBN 9781419704505.